# ビリー・ギルマン
ビリー・ギルマン（Billy Gilman、1988年5月24日- ）は、アメリカ合衆国ロード・アイランド州出身の歌手。2000年5月22日に最年少記録で、Billboardに掲載される。2000年に発売された1stアルバム『One Voice』は、ミリオンセラーを記録し、米国音楽史上最年少のプラチナ・アーティストとなった。
2001年9月、マイケルジャクソンのソロデビュー30周年アニバーサリーにて、マイケルの代表曲である「Ben」を、ステージ上でマイケル自身が見ている前で華麗に披露した。